# Wiślany
Wiślany (dodatkowa nazwa w j. kaszub. Wiszlónë) – część wsi Parchowo w Polsce, położona w województwie pomorskim, w powiecie bytowskim, w gminie Parchowo, na zachodnim skraju Pojezierza Kaszubskiego. 
W latach 1975–1998 Wiślany administracyjnie należały do województwa słupskiego.